# Stanislava Vojtíková-Janků
Nadporučice Stanislava Vojtíková-Janků (též Stáňa, provdaná Vojtíková, 15. května 1933 Dačice – 30. listopadu 2010 Slavonice) byla československá vojenská pilotka, členka KSČ, držitelka několika leteckých rekordů v ženské kategorii, průkopnice zastoupení žen v letectví. V první polovině 60. let absolvovala letecký výcvik pro pilotování proudového letounu Aero L-29 Delfín, a stala se tak po Elenonoře Báčové-Kellerové druhou československou pilotkou proudového letounu. Následnou leteckou kariéru jí roku 1965 překazila táhlá nemoc a následná rekonvalescence. Dlouhá léta pak sloužila na Generálním štábu Československé lidové armády.

## Život

### Mládí
Narodila se v Dačicích na jižní hranici Čech a Moravy. Zde vychodila obecnou školu, rodina poté žila v nedalekých Slavonicích. Vychodila obecnou a střední školu. Po skončení druhé světové války byla zaměstnaná na slavonickém MNV, poté na sekretariátu SČM v Dačicích, následně pak v n. p. Slavona ve Slavonicích. Provdala se jako Vojtíková. Vstoupila do KSČ.

### Pilotkou
Na základě vlastní přihlášky byla roku 1950 přijata do Československé lidové armády, kde díky své předchozí agitační činnosti obdržela automaticky hodnost četaře a pracovala v administrativě u pozemních sil. Na základě probíhajícího programu ženských pilotek v ČSLA se přihlásila do pilotního výcviku probíhajícím na výcvikovém středisku v Žamberku, rovněž prošla pilotní školou v Dolním Kubíně, kde se vzdělávala v technických a teoretických leteckých oborech. Poté absolvovala výcvik na vrtulovém stroji C-106 na letišti v Prostějově. Dosáhla důstojnické hodnosti nadporučice a byla s jednotkou zařazena na letiště Praha-Klecany. Zde jako pilotka plnila přepravní úkoly na několika typech strojů. Účastnila se rovněž leteckých dnů ČSLA, kde několikrát letěla jako vlajkonoš. Roku 1962 byla pak letecká jednotka zrušena.

### L-29 Delfín

Aero L-29 Delfín, vyvinutý jako výcvikový letoun

Po krátkém působení na pozici spojovací pilotky náčelníka Generálního štábu na základně v Bechyni si podala žádost o převelení do Prahy, kde následně působila přímo v sídle štábu. Během doprovázení sovětské delegace pilotky a manželky kosmonauta Pavla Popoviče Mariny Popovičové, držitelce několika světových ženských rekordů na československém proudovém stroji Aero L-29 Delfín, se s letkyní seznámila. Posléze se po osobní intervenci u ministra národní obrany gen. Lomského podařilo prosadit zahájení jejího výcviku na L-29, který absolvovala roku 1963 nebo 1964. Ve spolupráci s Popovičovou pak na stroji vytvořila další rekordy v ženské kategorii.
Ve stejném roce zahájila pokračování leteckého výcviku v Prešově a Košicích. Během onemocnění chřipkou však, vinou špatné lékařské medikace, utrpěla těžký toxoalergický exantém, který jí několikaletou léčbou znemožnil ve výcviku a létání nadále pokračovat. Až do listopadu 1989 působila jako operační důstojnice Generálního štábu ČSLA v Praze, poté odešla do penze. Závěr života strávila ve Slavonicích.
Z jejího manželství vzešly dvě děti.

### Úmrtí
Stanislava Vojtíková-Janků zemřela 30. listopadu 2010 ve Slavonicích ve věku 77 let. Byla pohřbena na místním hřbitově u kaple sv. Kříže.

### Následovnice
Eleonora Báčová (na Mig-15) a Stanislava Vojtíková byly jediné dvě pilotky vojenského proudového letounu až do roku 2002, kdy byla na obor bojový pilot na Vojenské akademii v Brně přijata Kateřina Hlavsová z Pardubic, která poté nastoupila do aktivní služby, mj. na strojích Aero L-39 Albatros. Armáda České republiky od té doby zařazuje pilotky k plnění vojenských úkolů.